# Croton singularis
Croton singularis är en törelväxtart som beskrevs av Airy Shaw. Croton singularis ingår i släktet Croton och familjen törelväxter. Inga underarter finns listade i Catalogue of Life.